# العلاقات الكينية المصرية
العلاقات المصرية الكينية تشير إلى العلاقات الثنائية بين كينيا ومصر.

## تاريخ العلاقات
- تميزت العلاقات المصرية الكينية منذ نشأتها بالود وحسن التعاون حيث حرصت مصر دائما على تقديم الدعم والمساعدة للشعب الكيني خلال فترات الأزمات. وقد بدأت العلاقات فيما بين البلدين منذ فترة ما قبل الاستقلال الكيني حيث قامت مصر خلال عهد جمال عبد الناصر بمساندة حركة الماو ماو الكينية من خلال حملة إعلامية ودبلوماسية مركزة ضد الإمبراطورية البريطانية لكينيا حيث تم تخصيص إذاعة موجهة من مصر باللغة السواحيلية باسم «: صوت أفريقيا» - وهي أول إذاعة باللغة السواحيلية تصدر من إفريقيا- لدعم الشعب الكيني في نضاله لتحرير بلده.
- وجعلت مصر من قضية الماو ماو وقضية الإفراج عن جومو كينياتا قضية أفريقية حيث كانت القاهرة أول عاصمة تفتح أبوابها للزعماء الكينيين الوطنيين وتمدهم بكل المساعدات الممكنة لتنشيط حركتهم في داخل كينيا وكان من ضمن هؤلاء الزعماء الكينيين أوجينجا أودينجا، وتوم مبويا، وجيمس جيشورو، وجوزيف موروبي وغيرهم مثل أعضاء حزب الاتحاد الوطنى الإفريقي الكيني "KANU" وحزب الاتحاد الديمقراطي الكيني "KADU" حيث فتح الحزبين مكاتب لهما بالقاهرة خلال هذه الفترة.[1][2]

وخلال العقد الماضي استمرت مصر في سياستها لدعم كينيا حيث كانت تقدم المساعدات اللازمة في وقت الأزمات وفي مواجهة الكوارث الطبيعية مثل الجفاف والفيضانات وذلك من خلال تقديم المعونات الغذائية والطبية والفنية للشعب الكيني.
كذلك قدمت مصر من خلال الصندوق المصري للتعاون الفني مع أفريقيا التابع لوزارة الخارجية المصرية ومن خلال المؤسسات المصرية المعنية الأخرى العديد من المساعدات والدورات التدريبية بالإضافة إلى إيفاد الخبراء المصريين في إطار الدعم والتعاون الفنى مع كينيا في مجالات الزارعة والمياه والثروة الحيوانية وتربية الأسماك والصحة والاتصالات والأمن وبناء القدرات وغيرها من المجالات الأخرى.

## مساعدات مصر لكينيا
- قدم الصندوق المصري للتعاون الفني مع الدول الأفريقية التابع لوزارة الخارجية معونة غذائية إلى كينيا لمواجهة آثار الجفاف في أغسطس 2011 وقبلها معونة غذائية أخرى في نوفمبر 2009، وكذلك معونة ثالثة في فبراير2009.
- أُوفد الصندوق إلى كينيا العديد من الخبراء، ويوجد حالياً (3) من هؤلاء الخبراء في تخصصات مختلفة.
- الدورات التدريبية:

يقـــوم الصندوق المصري للتعاون الفني مع الدول الأفريقية ســـنوياً بتـــوجيه الــــدعوة لمتدربي دولــة كينيا في كـل البـــرامج التدريبية والتي شاركت بعدد (38 متدرب) منذ 1/7/2009 وحتى تاريخه. وتتضمن الدورات التدريبية مجالات الزراعة، الهيدروليكا، الاستراتيجية، الأمن، الري، الصحة، التمريض، السياحة والفنادق، الفضاء، الدبلوماسية، العسكري، الطيران المدني.
ويقدم المركز الدولي للزراعة عدد من الدورات في مجالات: إنتاج الدواجن، الخضروات، الخدمات الزراعية، تحليل المشروعات، إنتاج القطن، الإدارة المتكاملة للآفات، إدارة المياه والتربة، إنتاجية وصحة الحيوان.
- كما تقدم وزارة الكهرباء والطاقة المصرية عدد 17 منحة سنوية إلى كينيا.
- المنح الدراسية: اتفق الجانبان المصري والكيني على زيادة عدد المنح التي تقدمها مصر في مرحلة التعليم الجامعي من 3 إلى 5 منح دراسية، علماً بأن أجمالي عدد المنح المقدمة للجانب الكيني هو عدد 10 منح.
- مشروع حفر الآبار: قام الجانب المصري بحفر أبار مياه في كينيا بلغت 180 بئراً، ومن المنتظر قيام الجانب المصري بحفر 20 بئراً إضافية.
- قدمت الحكومة المصرية علي مدى العشر أعوام الماضية (1996-2006) لكينيا منحة لتمويل مشروع حفر الآبار المشترك المكون من ثلاث مراحل والذي يشمل 13 مقاطعة في كينيا تعانى من الجفاف.
- قدمت الحكومة المصرية منحة لكينيا يوم 16/1/2007 لحفر 30 بئر إضافي وذلك في إطار المرحلة الرابعة من مشروع حفر الآبار في كينيا لمساعدة المناطق التي تعانى من الجفاف.
- قامت الحكومة المصرية بتسليم مساعدات إنسانيه إلى كينيا يوم 19/12/2006 وذلك لتخفيف معاناة الكينيين من سكان المناطق التي تعانى من الجفاف والمجاعة في عدد من المحافظات الكينية. تتكون المعونة من 300 طن من الأرز و 65 طنا من دقيق القمح، و 241 صندوق من الزيوت بخلاف تكاليف الشحن.
- أرسلت الحكومة المصرية في يونيو 2006 شحنه طبية تشمل 1 طن من الأدوية وذلك لمساعدة المواطنين الكينيين الذين يقطنوا المناطق التي تعانى من الجفاف.
- أرسل الهلال الأحمر المصري إلى الصليب الأحمر الكيني مساعدة إنسانية في 18 سبتمبر 2006 تتكون من 20 طنا من دقيق القمح و 10 طنا من الأرز[ ؟ ] و 10 طن من السكر[ ؟ ] استجابة لحالة الجفاف والمجاعة التي تواجه كينيا.
- سلمت الحكومة المصرية إلى المندوب السامي لمفوضية الأمم المتحدة لشؤون اللاجئين في كينيا في السابع من مارس 2007 منحة طبية من الصندوق المصري للتعاون الفني مع أفريقيا التابع لوزارة الخارجية تشمل 223 كرتونه تزن 1 طن من الأدوية سترسل عن طريق المفوضية في كينيا إلى اللاجئين الصوماليين في مخيم داداب داخل الأراضي الكينية.[3][4]

## العلاقات الاقتصادية والتجارية
تعَد كينيا الشريك التجاري الأول لمصر في تجمع الكوميسا.
شهد عام 2010 ارتفاع الصادرات المصرية إلى كينيا، وذلك بعد الانخفاض الحاد الذي شهده التبادل التجاري المصري الكيني خلال عام 2009، حيث بلغ اجمالي الصادرات المصرية إلى كينيا في 2010 حوالي 232,35 مليون دولار مقارنة بـ 120 مليوناً خلال عام 2009.
كما زادت الواردات المصرية من كينيا بصورة ملحوظة خلال العام نفسه، حيث ارتفعت من 149 مليون دولار بنهاية ديسمبر 2009 إلى 228,66 مليوناً بنهاية عام 2010.
وقد أدى الارتفاع النسبي الكبير في الصادرات المصرية إلى كينيا خلال عام 2010 إلى تحول الميزان التجاري بين البلدين إلى فائض لصالح مصر قدره 3,69 مليون دولار، بعد أن سجل منذ عام 2007 فائضاً لصالح كينيا بلغت ذروته في عام 2008 ليصل في ذلك العام إلى 65,9 مليون دولار.
تنوعت الصادرات المصرية إلى كينيا خلال عام 2010 لتشمل: السكر والمنتجات الورقية والمنظفات والأجهزة والمعدات الكهربائية والمنتجات البترولية، أما بالنسبة للواردات المصرية من كينيا خلال عام 2010 فقد استمر الشاي على رأس القائمة بالإضافة إلى منتجات التبغ والألومنيوم.
يتواجد القطاع الخاص المصري بكثافة في السوق الكيني في العديد من المجالات منها: شركة مانتراك كينيا ويتركز نشاطها في استيراد وتوزيع معدات الإنشاءات الثقيلة والمولدات الكهربائية، وشركات «الكان كينيا» وغيرها.
تشهد العلاقات التجارية بين مصر وكينيا تطورا ايجابيا نتيجة عضوية البلدين في تجمع الكوميسا، بالإضافة إلى توجه مصر الأفريقي لتغطية احتياجاتها من المنتجات والسلع من الدول الأفريقية وعلى رأسها دول الكوميسا، وذلك ليس بحثا عن التكلفة الأقل ولكن إيمانا بأهمية التعاون بين دول القارة بما يعود بالنفع على شعوبها، وإيمانا بأهمية تكتل الكوميسا كشريك تجارى مهم لمصر وبصفة خاصة كينيا ولما تقوم به الدولتين من دور ريادي يجعل التكتل منافسا للتكتلات الإقليمية الأخرى.
تجدر الإشارة إلي أن الشاي هو أهم الواردات المصرية من كينيا حيث يشكل أكثر من 95% منها. كما تجدر الإشارة إلي أن التحسن في نفاذ المنتجات المصرية إلي السوق الكيني يرجع إلي عضوية مصر وكينيا في الكوميسا وإلغاء الرسوم الجمركية على الواردات المصرية إلى كينيا (ما عدا السكر) وتوجه العديد من الشركات الكينية والمصرية إلى الاستفادة من هذا العامل الإيجابي.

## أهم الصادرات المصرية لكينيا
- السكر والمولاس
- منتجات الحديد والصلب
- إطارات وبطاريات السيارات
- المنتجات الورقية
- الكيماويات والمنظفات الصناعية
- كابلات وموصلات
- المحولات الكهربائية
- الأدوية *المعدات الهندسية
- مواد العزل
- الأرز
- أجهزة منزلية
- الموكيت والسجاد
- زيوت بترولية
- شمع البرافين
- أجهزة تكييف
- مفروشات
- سنترالات
- لدائن صناعية ودهانات
- السيراميك*دقيق
- شيكولاته وحلويات
- عصائر ومربات
- أدوات صحية
- أجهزة تلفزيون
- اسمنت
- صابون
- أسمدة

## أهم الواردات المصرية من كينيا
- الشاى
- التبغ
- إطارات السيارات
- السيزال
- مواد كيماوية
- زيوت
- الفواكه والخضروات الطازجة
- زهور القطف
- الزهور المجففة
- بعض بنود أحبار الطباعة.

## حجم التبادل التجارى بين مصر وكينيا
- بلغ حجم التبادل التجاري بين مصر وكينيا خلال عام 2007 ما يقرب إلى 320 مليون دولار، حيث ارتفع حجم الصادرات المصرية لكينيا بزيادة قدرها 48.9% لتصل إلى 176 مليون دولار وتعد تلك الزيادة هي المرة الأولى منذ 20 عاما يتم خلالها تحقيق فائض في الميزان التجارى لصالح مصر قدره 34.4 مليون دولار.
- كذلك بلغ حجم التبادل التجارى بين البلدين في عام 2008 إلى حوالى 378.3 مليون دولار، وتشير البيانات التجارية الكينية إلى أن الصادرات المصرية إلى كينيا بلغت 156.2 مليون دولار بينما بلغت الواردات المصرية من كينيا 222.1 مليون دولار اى 65.9 مليون دولار لصالح كينيا. ونتجت الزيادة غير المسبوقة في قيمة صادرات كينيا إلى مصر في عام 2008 إلى زيادة حجم وقيمة صادراتها من الشاى إلى مصر التي تعد المستورد الأول للشاى الكيني.

## الإطار التعاقدى

### إتفاقيات موقعة ودخلت حيز النفاذ
- إتفاق تجارة موقع في 28/11/1980.
- إتفاق عام للتعاون الإقتصادى والفنى موقع في 28/11/1980.
- إتفاق تعاون سياحى موقع في 25/6/1987 .
- إتفاق تعاون ثقافى موقع في 25/6/1987.
- إتفاق تعاون بين الغرف التجارية لكلا البلدين موقع في 13/1/1996.
- البرنامج التنفيذى للتعاون العلمى والثقافى والتعليمى موقع في 13/1/1996.
- مذكرة تفاهم بشأن التشاور بين وزارتى خارجية البلدين تم التوقيع عليها في 19/1/2007.
- مذكرة تفاهم للتعاون في مجالات الدراسات الدبلوماسية فيما بين وزارتى خارجية البلدين تم التوقيع عليها في 19/1/2007.

### إتفاقيات تم التوقيع عليها من الجانبين وتم التصديق عليها من الجانب المصرى فقط
- إتفاق تعاون في مجال الإعلام والاتصالات موقع من الجانبين في 13/1/1996.

### إتفاقيات موقعة بالأحرف الأولى فقط
- إتفاق نقل جوى موقع بالأحرف الأولى في 24/6/1978.

### إتفاقيات موقعة من الجانبين
- البرنامج التنفيذى للتعاون في المجال السياحى موقع في 13/1/1996.
- مذكرة تفاهم حول التعاون في مجال المعلومات والإعلام والاتصالات وقعت في 29/1/2002.
- البرنامج التنفيذي للتعاون الثقافي والتعليمي والعلمي للأعوام 2010-2013 وقع في 3/2/2010.
- مذكرة التفاهم للتعاون في مجال شئون الشباب وقعت في 3/2/2010.
- مذكرة التفاهم بين وزارة الزراعة واستصلاح الأراضي بجمهورية مصر العربية ووزارة تنمية المصايد بجمهورية كينيا للتعاون في قطاع الثروة السمكية وقعت في 3/2/2010.
- مذكرة التفاهم للتعاون في مجال التعليم العالي والعلوم والتكنولوجيا وقعت في 3/2/2010.